# Juan Alberto Cruz
Juan Alberto Cruz   (Tegucigalpa, 27 de febrer de 1959) fou un futbolista hondureny de la dècada de 1980.
A nivell de club destacà com a jugador de Pumas UNAH i CD Olimpia.
Fou internacional amb la selecció de futbol d'Hondures amb la qual participà a la copa del Món de futbol de 1982.